# Bisimbre (kommun)
Bisimbre är en kommun i Spanien.   Den ligger i provinsen Provincia de Zaragoza och regionen Aragonien, i den nordöstra delen av landet, 250 km nordost om huvudstaden Madrid.